# Top Gear
Top Gear je britanska televizijska serija o motornih vozilih, predvsem avtomobilih. V današnjem formatu se izvaja od leta 2002, sicer pa segajo začetki oddaje v leto 1977. Leta 2005 je oddaja prejela nagrado Emmy. Voditelji so Jeremy Clarkson, Richard Hammond, James May in »The Stig«, kot imenujejo svojega profesionalnega testnega voznika. Program ima ocenjenih 385 milijonov gledalcev v več kot stotih državah. Razlog za tako veliko občinstvo je zagotovo nenavaden pristop k avtomobilizmu, humor in kemija med voditelji.
Program se najprej predvaja na televizijskih programih BBC Two in BBC HD. Uspešnost oddaje je povzročila tri nove internacionalne oddaje v Avstraliji, Rusiji in najnovejša v ZDA. V Sloveniji jo predvaja Kanal A.

## Zgodovina
Jeremy Clarkson je bil voditelj že na »starem« Top Gear in glavni krivec za uspešnost oddaje. Ko je 1999 zapustil oddajo, je ta zabredla v težave in BBC se je odločil da bo program leta 2001 ukinil. Zato so se izdelovalci odločili preseliti oddajo na drugo televizijo in relansirali program kot »Fifth Gear«.
Vendar je Jeremy Clarson (skupaj s Andyjem Wilmanom) BBC-ju po tem, ko se je ta odločil za ukinitev oddaje, predlagal nov format. BBC je idejo sprejel in prva epizoda je bila predvajana 20.10.2002. Prvo sezono so poleg Jeremy Clarksona oddajo gostili tudi Richard Hammond in Jason Dawe, ki pa ga je v drugi sezoni zamenjal James May. Vpeljali so tudi novega testnega voznika – »The Stig«.

## Oddaja

### Vsebina
Oddaja se snema v starem letališkem hangarju, del vzletne steze, pa je uporabljen za dirkališče, kjer testirajo nove avtomobile. Oddaja se sestavljena iz več segmentov, kateri se praviloma ne pojavljajo v vsaki epizodi. Najbolj znani so "The News", kjer voditelji pregledajo zanimivejše novosti v avtomobilistični industriji, "The Cool Wall", kjer na enakoimenovano steno, pripenjajo avtomobile glede na to ali so "cool" ali ne in "Star in a Reasonably-Priced Car", kjer vsak teden povabijo znano osebo, jo posedejo za volan "razumnega" avtomobila ter naučijo dirkati okrog njihovega dirkališča. Končni rezultat je lestvica znanih oseb, razporejena glede čas, ki so ga potrebovali za en krog.

### Specials
Posebne vrste oddaj so tako imenovane "Specials", kjer namenijo celoten program le enemu dogodku. Do sedaj spadajo med takšne oddaje;
- US Special: Trije 1000$ (762€) vredni avtomobili na 1287 km (800milj) dolgem potovanju po Ameriki.[6]
- Botswana Special: Trije £1500 (1765€) vredni avtomobili, s pogonom le na 2 kolesi na 1,600 km dolgem potovanju čez puščavsko Bocvano.[7]
- Vietnam Special: Trije motorji, vsak kupljen z manj kot 15,000,000₫ (dong), kar je okrog 700€, s katerimi morajo morajo trije voditelji prevoziti 1600 km (1000milj) hribovitega Vietnama.[8]
- Bolivia Special: Vsak voditelj, si kupi terensko vozilo z manj kot £3500 (4100€), s katerimi se nato podajo skozi Bolivijski pragozd in se vozijo na nadmorski višini preko 4800m.[9]
- Winter Olympics: Voditelji odidejo na Norveško, kjer discipline zimskih olimpijskih iger priredijo za uporabo avtomobilov.[10]
- Polar Special: Dirka med avtomobilom (prirejena Toyota Hilux) in pasjo vprego na magnetni severni pol.[11]
- Middle East Special: Voditelji se postavijo v vlogo svetih treh kraljev in se odpravijo na potovanje iz Iraka v Betlehem v treh kupejih.[12]
- India Special: Potovanje z Britanskimi avtomobili preko Indije iz Mumbaja do Kitajske meje, z namenom povečanja trgovanja med Indijo in Veliko Britanijo. [13]
- Africa Special: Trije voditelji s tremi karavan avtomobili, kupljenimi za največ £1500 (1775€), začnejo svojo pot v Ugandi. Misija potovanja je odkriti izvir reke Nil. Pot jih vodi preko Ruande v Tanzanijo, kjer zaključijo svoje popotovanje, ki je bilo predvajano v dveh delih.[14][15]
- Burma Special: Voditelji se s tovornjaki podajo na pot čez državo Mjanmár, z namenom izgradnje mostu čez reko Kwai (2 epizodi).[16]

## Voditelji

### Jeremy Clarkson
Se je rodil 11. Aprila 1960. Zaslovel je v stari oddaji Top Gear in nato bil ključen mož za nastanek nove. Nedvomno je najbolj poznan kot glavni voditelj Top Gear, vendar je v svoji karieri vodil in bil gost v mnogih drugih programih. Poleg tega je izdal že preko deset knjig in piše članke za Sunday Times ter The Sun. "Jezza", kot mu tudi pravijo, je najbolj kontroverzen med voditelji. Njegovi komentarji nemalokrat sprožijo neodobravanje s strani medijev, posameznih skupin, ali javnosti. V zasebnem življenju je poročen in ima tri hčere.

### Richard Hammond
Se je rodil 19. Decembra 1969, kot najmlajši od treh fantov. Študiral je umetnost in nato delal na kar nekaj radijskih postajah. Njegov vzdevek je "Hamster" (slo. Hrček), kar se navezuje predvsem na njegovo višino 1.7m, kar sicer ni malo, vendar ob boku svojega sovoditelja Jeremy Clarksona (1.96m) izgleda zelo majhen. Sodeloval je že pri mnogih drugih oddajah, med katerimi sta bili poleg Top Gear najbolj opazni Total Wipeout in Brainiac: Science Abuse. Poleg tega je izdal kar nekaj knjig, najbolj znana med njimi pa je On The Edge: My Story, ki je nastala po njegovi nesreči v kateri je skoraj umrl. Sicer pa je srečno poročen in ima dve hčerki.

### James May
Rojen 16. Januarja 1963, kot tretji od skupno štirih otrok, je študiral glasbo, vendar se je kmalu po končanem študiju preusmeril v avtomobilizem. Med drugim je bil odpuščen iz avtomobilske revije, ker je članke tako uredil, da so v natisnjeni reviji črkovali skrito sporočilo. V oddajo, je prišel kot zadnji, šele v drugi sezoni. Zamenjal je predhodnika Jason Dawea in se takoj zelo dobro vključil v ekipo. Med drugim je že poznal Jeremy Clarksona, iz časa, ko je tudi sam vodil stari Top Gear. Zaradi njegove počasne in previdne vožnje si je prislužil vzdevek "Captain Slow". Poleg Vodenja številnih oddaj je kolumnist za Daily Telegraph.

### The Stig
The Stig je ime anonimnega testnega voznika oddaje, ki nikoli ne govori. Njegova prava identiteta je skrbno varovana skrivnost. Trenutno čakamo na tretjega, saj sta bila oba prejšnja (Perry McCarthy‎ (črni Stig) in Ben Collins) odpuščena po tem, ko sta vsak v svoji avtobiografiji razkrila, da se skrivata za vizirjem dirkaške čelade. V prvi oddaji 13. sezone je Stig vzel čelado z glave, pod katero se je skrival Michael Schumacher, vendar je bila to vse skupaj seveda le potegavščina.

## Nesreča
Richard Hammond je 20. Septembra 2006 za oddajo testiral dirkalnik na reaktivni pogon, imenovan Vampire, ki razvije 10.000 konjskih moči. Pred nesrečo je že opravil nekaj poskusov, pri zadnjem izmed njih je dosegel hitrost 505 km/h (314 mph), kar je več kot uraden britanski rekord, vendar je za potrditev rekorda potrebno opraviti dve vožnji v nasprotnih smereh. V zadnji vožnji, ko je imel možnost postavitve novega uradnega rekorda pa mu je pri hitrosti 462 km/h (288 mph) eksplodirala sprednja desna pnevmatika, dirkalnik se je začel obračati, nakar je prišel na travo poleg steze in se začel prevračati dokler ni dokončno obstal 60m zunaj steze obrnjen narobe. Richard je nesrečo za las preživel, med drugim je nekaj časa preživel tudi v komi. Sledilo pa je dokaj hitro okrevanje, za katerega so zdravniki predvidevali vsaj dve leti, Richard pa je bolnišnico zapustil že po petih tednih, kljub težavam s spominom.